# Fuentepiñel
Fuentepiñel – gmina w Hiszpanii, w prowincji Segowia, w Kastylii i León, o powierzchni 12,03 km². W 2011 roku gmina liczyła 117 mieszkańców.